# Бон (документ)
Бон је комад папира сличан по изгледу новчаници уз помоћ кога може да се оствари неко право.
Издаје се у ратним и поратним временима и у временима кризе када нема довољно робе на тржишту па се уз помоћ бона расподела рационише.
За време санкција којима је била изложена у деведесетим годинама, Србија је била приморана, у појединим моментима, да издаје бонове за хлеб, јестиво уље, бензин.
После Другог светског рата, у Југославији, постојали су бонови и за млеко, текстил, ципеле... тада су се звали "тачкице". Тачкице су се добијале уз плату сваког месеца али је исте требало скупљати месецима да би се нпр. купио пар ципела или метар штофа.
Бонови постоје и у системима где ради бржег издавања робе замењују новац, али се купују за новац. Пример: студентски ресторани.

## Галерија
- Купони за храну 1993
- Бонови за уље и детерџент 1983